# オリョール州

オリョール州
ロシア語: Орловская область

オリョール州（オリョールしゅう、ロシア語: Орловская область）は、オリョールを州都とするロシアの州（オーブラスチ）である。
面積は24,652km²、人口713,374人（2021年国勢調査）。
州知事は、2017年に就任したアンドレイ・クリチコフ。

## 行政区画
この州は以下の地区（ラヨン）よりなる。
| 地区（ラヨン）                                       | 中心地                         |
| ---------------------------------------------------- | ------------------------------ |
| ボルホフ地区 (Болховский)                            | ボルホフ                       |
| ヴェルホーヴィエ地区 (Верховский)                    | ヴェルホーヴィエ               |
| グラズノフカ地区 (Глазуновский)                      | グラズノフカ                   |
| ドミトロフスク地区 (Дмитровский)                     | ドミトロフスク＝オルロフスキー |
| ドルゴエ地区 (Должанский)                            | ドルゴエ                       |
| ザーレゴシチ地区 (Залегощенский)                     | ザーレゴシチ                   |
| ズナメンスコエ地区 (Знаменский)                      | ズナメンスコエ                 |
| コルプヌィ地区 (Колпнянский)                         | コルプヌィ                     |
| コルサコヴォ地区 (Корсаковский)                      | コルサコヴォ                   |
| クラスナヤ・ザリャー地区 (Краснозоренский)           | クラスナヤ・ザリャー           |
| クロムィ地区 (Кромский)                              | クロムィ                       |
| リーヴヌィ地区 (Ливенский)                           | リーヴヌィ※                    |
| マロアルハンゲリスク地区 (Малоархангельский)         | マロアルハンゲリスク           |
| ムツェンスク地区 (Мценский)                          | ムツェンスク※                  |
| ノヴォデレヴェンコフスキー地区 (Новодеревеньковский) | ホムトヴォ                     |
| ノヴォシーリ地区 (Новосильский)                      | ノヴォシーリ                   |
| オリョール地区 (Орловский)                           | ズナメンカ                     |
| ポクロフスコエ地区 (Покровский)                      | ポクロフスコエ                 |
| スヴェルドロフ地区 (Свердловский)                    | ズミーエフカ                   |
| ソスコヴォ地区 (Сосковский)                          | ソスコヴォ                     |
| トロスナ地区 (Троснянский)                           | トロスナ                       |
| ウリツキー地区 (Урицкий)                             | ナルィシキノ                   |
| ホトゥイニェッツ地区 (Хотынецкий)                    | ホトゥイニェッツ               |
| シャブルィキノ地区 (Шаблыкинский)                    | シャブルィキノ                 |

※地区に属さない州直轄市

## 標準時
この地域は、モスクワ時間帯の標準時を使用している。時差はUTC+3時間で、夏時間はない。（2011年3月までは標準時がUTC+3、夏時間がUTC+4、同年3月から2014年10月までは通年UTC+4であった）

## オリョール出身の著名人
- ニコライ・ダニレフスキー（19世紀の自然学者、社会理論家）